# Inawentu
 (novembre 2023).
Inawentu oslatus
Genre
Espèce
Inawentu est un genre fossile de dinosaures sauropodes titanosauriens ayant vécu en Argentine durant le Crétacé supérieur (Santonien) il y a environ 85 millions d’années. Le genre n’est représenté que par son espèce type, l'espèce fossile Inawentu oslatus, qui fut nommée en 2023 par Leonardo S. Filippi (d), Rubén D. Juárez Valieri, Pablo A. Galina, Ariel H. Méndez, Federico A. Gianechini et Alberto C. Garrido. Inawentu est connue à partir d'un squelette partiellement articulé incluant le premier crâne quasi complet d’un titanosaure à mâchoire carrée et dont l'holotype est référencé MAU-Pv-LI-595. L’analyse phylogénétique proposé par Filippi et son équipe a positionné Inawentu au sein d’un sous-clade de titanosaures d’Amérique du Sud à mâchoire carré. La forme spatulée du museau d’Inawentu et de ses proches parents présente des caractéristiques convergentes avec les sauropodes Rebbachisauridae plus anciens qui devaient se nourrir d’une végétation située près du sol. Il est probable que ce groupe de titanosaures se soit adapté à la niche écologique laissée vacante par la disparition des Rebbachisauridae.

## Étymologie
Le nom de genre Inawentu signifie « imiter » ou « imitateur » dans le langage Mapudungun. L’épithète spécifique oslatus combine les mots latins os, signifiant « bouche » et latus, signifiant « large ». Le nom complet de l’animal signifiant « qui imite la large bouche » en référence à la convergence morphologique du museau de ce titanosaure avec celui des Rebbachisauridae.

## Découverte
L’holotype d’Inawentu, MAU-Pv-LI-595, a été découvert sur le site de La Invernada situé au sud-ouest de la ville de Rincón de los Sauces dans la province de Neuquén, en Argentine. Il provient de la partie supérieure de la Formation Bajo de la Carpa (Groupe de Neuquén, Sous-Groupe de Río Colorado), d’âge Santonien, qui atteint 129,6 m d’épaisseur dans cette localité. Le spécimen provient d’un niveau situé à 11,1 m sous le contact avec la formation d’Anacleto sus-jacente et se compose d'un squelette articulé partiel, comprenant un crâne presque complet, une série de vertèbres allant de l’atlas à l'extrémité du sacrum (comprenant douze vertèbres cervicales, dix dorsales et six sacrées), et les deux ilia. MAU-Pv-LI-595 est l'un des rares spécimens de titanosaures connus à conserver un cou complet. En 2016, le spécimen a été présenté lors d'une conférence en Argentine. En 2023, Filippi et al. ont identifié ce spécimen comme un nouveau genre et une nouvelle espèce de sauropodes.

## Description

### Caractéristiques principales
Le crâne d’Inawentu présente plusieurs caractéristiques convergentes avec celui des Rebbachisauridae comme Nigersaurus, telles qu’un museau large et carré fortement orienté vers le bas. Le cou d’Inawentu ne comprenait que douze vertèbres, soit moins que chez tout autre titanosaure connu. Les arcs centraux et neuraux des vertèbres cervico-dorsales sont fortement modifiés, ce qui suggère que le cou aurait été capable de mouvements multidirectionnels.
Inawentu oslatus est défini par plusieurs caractères autapomorphiques : la région postérieure du crâne est pivotée postéro-ventralement de sorte qu'elle se trouve au même niveau que le museau ; le foramen magnum est situé de manière subparallèle à la rangée de dents ; présence d’une crête au contact entre le processus ascendant du prémaxillaire et le corps du prémaxillaire, qui génère une proéminence en vue latérale ; présence d’une double fenêtre temporale latérale formée par une ouverture sub-circulaire antérieure et une ouverture postérieure élargie et comprimée latéralement ; le point le plus haut de la mâchoire (deux fois la hauteur du dentaire) est situé dans le secteur articulaire entre l’apophyse coronoïde et le surangulaire. Inawentu est également caractérisé par une combinaison unique de caractères : présence d’un museau spatulé, généré par l'expansion latérale des maxillaires et des dentaires ; un jugal avec un processus maxillaire très allongé et un processus quadratojugal large et étendu ventralement ; une mâchoire quadrangulaire à expansion latérale très développée ; dents limitées au bord le plus antérieur des maxillaires et des dentaires ; mâchoire courte antéro-postérieurement qui représente la moitié de la longueur totale du crâne ; un cou court et élancé, composé de douze vertèbres cervicales ; et des ilia antéro-postérieurement allongés et dorsoventralement bas.

### Crâne
La crâne d’Inawentu présente des caractères hautement dérivés tel qu’un toit crânien situé en arrière, perpendiculaire à la rangée de dents. Le squamosal et le quadratojugal sont situés dans une position presque parallèle à l'axe longitudinal du crâne, accompagnés d'une forte réduction de la fenêtre latérotemporale et d'un raccourcissement antéropostérieur de la mâchoire, dû à la réduction de l’angulaire et du surangulaire. La mâchoire est quadrangulaire, une caractéristique partagée avec d'autres titanosaures, tels que Antarctosaurus, Bonitasaura, Brasilotitan et Baalsaurus. Cependant, ces derniers taxons sont représentés par des spécimens fragmentaires qui empêchent de connaître le degré de modifications de leur crâne (sauf pour Antarctosaurus qui possède certaines parties du crâne). Le maxillaire élargi latéralement d’Inawentu est similaire à celui de Narambuenatitan, ce qui suggère que ce dernier aurait eu une mâchoire quadrangulaire similaire. Le crâne d’Inawentu partage avec Rapetosaurus la présence d’une fenêtre antéorbitaire allongée antéro-postérieurement. Cependant, chez Inawentu, elle est située plus postéro-dorsalement et proche du contact maxillaire-lacrymal. Bien que le condyle occipital ne soit pas préservé, la position du foramen magnum par rapport au toit du crâne indique une inclinaison du museau vers le bas, comme celle présente chez le Rebbachisauridae Nigersaurus. Le quadratojugal présente deux structures ventrales hypertrophiées dans sa branche mandibulaire, homologues à celles présentes chez Tapuiasaurus et Nemegtosaurus, mais nettement plus développées. En outre, la partie antérieure du quadratojugal est dorsoventralement profonde, s'étendant dorsalement jusqu'au contact avec le jugal. Le jugal est tétraradié comme chez la plupart des titanosaures, bien que le processus maxillaire soit très allongé et que le processus quadratojugal soit large et étendu ventralement, une condition non présente chez d'autres taxons apparentés (par exemple, Nemegtosaurus et Rapetosaurus). Une fenêtre latérotemporale divisée en deux parties est présente comme chez Tapuiasaurus. Chez Inawentu l'ouverture antérieure est sub-circulaire tandis que l'ouverture postérieure est comprimée latéralement et plus allongée. Chez Inawentu la fenêtre latérotemporale est divisée par un « pont osseux » formé par le contact du jugal avec le quadratojugal et le squamosal, alors que chez Tapuiasaurus la fenêtre latérotemporale est divisée par un deuxième contact squamosal-postorbitaire.
La denture est limitée au secteur le plus antérieur du museau, encore plus que chez les titanosaures Nemegtosaurus et Tapuiasaurus, mais pas aussi antérieur que chez le rebbachisauridé Lavocatisaurus. Le museau est nettement large transversalement, développant une morphologie distale spatulée. Il est plus large que la largeur transversale du crâne au niveau de l’orbite, comme chez les sauropodes Antarctosaurus et les Rebbachisauridae. Les dentaires ont une morphologie quadrangulaire en forme de « L », comme chez certains titanosaures, tels que Antarctosaurus, Bonitasaura, Brasilotitan et Baalsaurus, et chez les Rebbachisauridae Lavocatisaurus et Nigersaurus. Inawentu et Antarctosaurus et, dans une moindre mesure, Brasilotitan ont développé une déviation latéro-distale nettement distinctive de la rangée de dents juste dans la zone de jonction de la partie symphysaire et des branches postérieures du dentaire. Cette morphologie est homologue à celle présente chez le rebbachisauridé Nigersaurus. Inawentu présente une mâchoire carrée à expansion latérale très développée qui la différencie clairement de la légère expansion observée chez Antarctosaurus. Chez Inawentu, la région symphysaire est relativement robuste et large, semblable à celle de Baalsaurus et différente de celle d’Antarctosaurus et de Brasilotitan, qui ont une symphyse antéro-postérieurement plus fine. En revanche, Inawentu partage des parois verticales avec Antarctosaurus, Brasilotitan et Baalsaurus, une condition qui le différencie de Bonitasaura, qui présente un secteur symphysaire courbe.

### Squelette postcrânien
Inawentu est l’un des rares titanosaures représenté par un cou complet. Celui-ci est composé de seulement douze vertèbres, ce qui fait de lui le titanosaure avec le moins de vertèbres cervicales connu à ce jour. Une espèce sans nom du Brésil en compte treize, Futalognkosaurus en a quatorze et Rapetosaurus en a dix-sept. Le nombre minime de vertèbres cervicales et leur faible indice d'élongation (EI = 4,3 en C6) se traduisent chez Inawentu par un cou proportionnellement plus court que celui des autres titanosaures. Les côtes cervicales sont relativement courtes. Elles atteignent le bord postérieur du centrum (ou corps vertébral) de la vertèbre suivante chez les vertèbres cervicales antérieures alors que chez les autres titanosauriformes elles s’étendent jusqu’à trois vertèbres en arrière. Cette caractéristique rappelle les côtes cervicales antéro-postérieurement courtes de la plupart des Diplodocoidea. Les vertèbres cervico-dorsales ont des arcs centraux et neuraux très modifiés et sont interprétées comme un point de pivot permettant un mouvement multidirectionnel pour l'ensemble du cou.
À l'exception de l'axis, de l'atlas, des vertèbres C11 et C12, les autres vertèbres cervicales sont morphologiquement similaires, montrant un centrum opisthocèle, une surface ventrale légèrement concave antéro-postérieurement, avec une surface latérale légèrement excavée. Les vertèbres C11 et C12 sont morphologiquement différentes des autres vertèbres cervicales et elles diffèrent également l’une de l’autre. La C11 a un centrum allongé antéro-postérieurement avec une surface ventrale concave antéro-postérieurement comme les vertèbres cervicales précédentes, bien qu'il soit transversalement plus large. L'épine neurale de C11 est très proéminente, située au niveau du milieu du centre vertébral, légèrement inclinée vers l'arrière, et l'épine neurale présente des expansions latérales qui ressemblent à celles présentes chez Futalognkosaurus, Mendozasaurus et Bonitasaura. Dans l'ensemble, la C12 est similaire à C11, sauf que la C12 possède un centre vertébral plus court antéropostérieurement, un arc neural plus haut, avec les pré et postzygapophyses au même niveau, et l'épine neurale est plus fine et plus comprimée antéropostérieurement. La C12 n'a pas de quille ventrale ni de fosse pneumatique ventrale, comme celle présente dans la dernière vertèbre cervicale d’Overosaurus.
La série dorsale d’Inawentu est composée de dix vertèbres opisthocèles. La première vertèbre dorsale a le centrum le plus allongé antéro-postérieurement, avec des apophyses transversales allongées et projetées latéralement. Comme chez Bonitasaura, l'épine neurale de la première vertèbre dorsale est haute contrairement à l'épine neurale basse d’Overosaurus. L'inclinaison de l’épine neurale varie dans la série dorsale d’Inawentu. Elle est orientée sub-verticalement dans les vertèbres dorsales les plus antérieures, se projette progressivement vers l'arrière dans les dorsales médianes, puis revient à une orientation verticale dans les éléments les plus postérieurs. Bien que cette variation de l'angle de l’épine neurale soit observée chez certains titanosaures, elle est plus similaire à celle de Bonitasaura, Trigonosaurus et Overosaurus, qu'à celle de Rapetosaurus, Opisthocoelicaudia et les Saltasaurinae.
Le sacrum est constitué de six vertèbres et présente une morphologie similaire à celui des autres titanosaures, à l'exception du Neuquensaurus qui possède sept vertèbres sacrées. La dernière vertèbre du sacrum a une surface articulaire postérieure convexe qui indique que le centrum de la première vertèbre caudale (la queue n’est pas conservée) doit être procèle. La première vertèbre sacrée a une côte délicate, semblable aux dernières côtes dorsales, qui repose sur le bord antérieur de l'ilion comme chez Overosaurus, Trigonosaurus et Futalognkosaurus. Bien qu'incomplètes, les côtes de la vertèbre S6 ne sont peut-être pas entrées en contact direct avec les ilions. Au lieu de cela, les côtes sacrées S6 semblent être articulées à la fois avec les cinquièmes côtes sacrées et avec l'ilion, comme chez Overosaurus, Trigonosaurus et Malawisaurus. La lame iliaque est bien élargie antéropostérieurement comme chez les autres titanosaures, mais la projection latérale du processus préacétabulaire est moins proéminente que chez Saltasaurus et Neuquensaurus, qui ont des hanches latéralement plus larges.

## Phylogénie
Filippi et son équipe ont récupéré Inawentu en tant que taxon frère d’Antarctosaurus au sein d'un clade jusqu'alors méconnu d'eutitanosaures à mâchoires carrées, qu'ils ont provisoirement appelé "Clade A". Leurs résultats diffèrent de nombreuses études précédentes qui ont généralement trouvé une relation étroite entre les Lognkosauria et les Rinconsauria, mais des résultats similaires avaient déjà été trouvés par Gorscak (d) et O'Connor (d) en 2016. Au sein de ce "Clade A", une première branche contient Bonitasaura, Inawentu, et Antarctosaurus, le premier étant récupéré comme le taxon frère des deux autres. Une deuxième branche comprend Narambuenatitan et une série de taxons dérivés incluant un autre taxon à mâchoire carrée, Brasilotitan, et plusieurs genres qui ont une forme de museau inconnue comme Uberabatitan, les Rinconsauria Muyelensaurus et Rinconsaurus, et les Aeolosaurini Overosaurus, Trigonosaurus et Arrudatitan. Le genre Baalsaurus, connu par un matériel crânien très fragmentaire, a également été inclus dans l'analyse car il présente un dentaire carré dérivé et représente la plus ancienne preuve connue de cette morphologie dans les archives fossiles avec un âge Coniacien. Baalsaurus est récupéré au sein du "Clade A" bien que son placement précis au sein du clade reste incertain.
Les résultats des analyses phylogénétiques réalisées par Filippi et al. sont présentés dans le cladogramme ci-dessous : 
|  | Notocolossus |
|  |              |
|  | Lognkosauria |
|  |              |

|  | Bonitasaura                                                 |
|  |                                                             |
|  | \| \| Inawentu \| \| \| \| \| \| Antarctosaurus \| \| \| \| |
|  |                                                             |
|  | Inawentu                                                    |
|  |                                                             |
|  | Antarctosaurus                                              |
|  |                                                             |

|  | Inawentu       |
|  |                |
|  | Antarctosaurus |
|  |                |

|  | Bonitasaura                                                 |
|  |                                                             |
|  | \| \| Inawentu \| \| \| \| \| \| Antarctosaurus \| \| \| \| |
|  |                                                             |
|  | Inawentu                                                    |
|  |                                                             |
|  | Antarctosaurus                                              |
|  |                                                             |

|  | Inawentu       |
|  |                |
|  | Antarctosaurus |
|  |                |

|  | Uberabatitan |
|  |              |
|  | Brasilotitan |
|  |              |

|  | Rinconsauria |
|  |              |
|  | Aeolosaurini |
|  |              |

|  | Uberabatitan |
|  |              |
|  | Brasilotitan |
|  |              |

|  | Rinconsauria |
|  |              |
|  | Aeolosaurini |
|  |              |

|  | Uberabatitan |
|  |              |
|  | Brasilotitan |
|  |              |

|  | Rinconsauria |
|  |              |
|  | Aeolosaurini |
|  |              |

|  | Uberabatitan |
|  |              |
|  | Brasilotitan |
|  |              |

|  | Rinconsauria |
|  |              |
|  | Aeolosaurini |
|  |              |

|  | Bonitasaura                                                 |
|  |                                                             |
|  | \| \| Inawentu \| \| \| \| \| \| Antarctosaurus \| \| \| \| |
|  |                                                             |
|  | Inawentu                                                    |
|  |                                                             |
|  | Antarctosaurus                                              |
|  |                                                             |

|  | Inawentu       |
|  |                |
|  | Antarctosaurus |
|  |                |

|  | Bonitasaura                                                 |
|  |                                                             |
|  | \| \| Inawentu \| \| \| \| \| \| Antarctosaurus \| \| \| \| |
|  |                                                             |
|  | Inawentu                                                    |
|  |                                                             |
|  | Antarctosaurus                                              |
|  |                                                             |

|  | Inawentu       |
|  |                |
|  | Antarctosaurus |
|  |                |

|  | Uberabatitan |
|  |              |
|  | Brasilotitan |
|  |              |

|  | Rinconsauria |
|  |              |
|  | Aeolosaurini |
|  |              |

|  | Uberabatitan |
|  |              |
|  | Brasilotitan |
|  |              |

|  | Rinconsauria |
|  |              |
|  | Aeolosaurini |
|  |              |

|  | Uberabatitan |
|  |              |
|  | Brasilotitan |
|  |              |

|  | Rinconsauria |
|  |              |
|  | Aeolosaurini |
|  |              |

|  | Uberabatitan |
|  |              |
|  | Brasilotitan |
|  |              |

|  | Rinconsauria |
|  |              |
|  | Aeolosaurini |
|  |              |

|  | Bonitasaura                                                 |
|  |                                                             |
|  | \| \| Inawentu \| \| \| \| \| \| Antarctosaurus \| \| \| \| |
|  |                                                             |
|  | Inawentu                                                    |
|  |                                                             |
|  | Antarctosaurus                                              |
|  |                                                             |

|  | Inawentu       |
|  |                |
|  | Antarctosaurus |
|  |                |

|  | Bonitasaura                                                 |
|  |                                                             |
|  | \| \| Inawentu \| \| \| \| \| \| Antarctosaurus \| \| \| \| |
|  |                                                             |
|  | Inawentu                                                    |
|  |                                                             |
|  | Antarctosaurus                                              |
|  |                                                             |

|  | Inawentu       |
|  |                |
|  | Antarctosaurus |
|  |                |

|  | Uberabatitan |
|  |              |
|  | Brasilotitan |
|  |              |

|  | Rinconsauria |
|  |              |
|  | Aeolosaurini |
|  |              |

|  | Uberabatitan |
|  |              |
|  | Brasilotitan |
|  |              |

|  | Rinconsauria |
|  |              |
|  | Aeolosaurini |
|  |              |

|  | Uberabatitan |
|  |              |
|  | Brasilotitan |
|  |              |

|  | Rinconsauria |
|  |              |
|  | Aeolosaurini |
|  |              |

|  | Uberabatitan |
|  |              |
|  | Brasilotitan |
|  |              |

|  | Rinconsauria |
|  |              |
|  | Aeolosaurini |
|  |              |

|  | Bonitasaura                                                 |
|  |                                                             |
|  | \| \| Inawentu \| \| \| \| \| \| Antarctosaurus \| \| \| \| |
|  |                                                             |
|  | Inawentu                                                    |
|  |                                                             |
|  | Antarctosaurus                                              |
|  |                                                             |

|  | Inawentu       |
|  |                |
|  | Antarctosaurus |
|  |                |

|  | Bonitasaura                                                 |
|  |                                                             |
|  | \| \| Inawentu \| \| \| \| \| \| Antarctosaurus \| \| \| \| |
|  |                                                             |
|  | Inawentu                                                    |
|  |                                                             |
|  | Antarctosaurus                                              |
|  |                                                             |

|  | Inawentu       |
|  |                |
|  | Antarctosaurus |
|  |                |

|  | Uberabatitan |
|  |              |
|  | Brasilotitan |
|  |              |

|  | Rinconsauria |
|  |              |
|  | Aeolosaurini |
|  |              |

|  | Uberabatitan |
|  |              |
|  | Brasilotitan |
|  |              |

|  | Rinconsauria |
|  |              |
|  | Aeolosaurini |
|  |              |

|  | Uberabatitan |
|  |              |
|  | Brasilotitan |
|  |              |

|  | Rinconsauria |
|  |              |
|  | Aeolosaurini |
|  |              |

|  | Uberabatitan |
|  |              |
|  | Brasilotitan |
|  |              |

|  | Rinconsauria |
|  |              |
|  | Aeolosaurini |
|  |              |

|  | Notocolossus |
|  |              |
|  | Lognkosauria |
|  |              |

|  | Bonitasaura                                                 |
|  |                                                             |
|  | \| \| Inawentu \| \| \| \| \| \| Antarctosaurus \| \| \| \| |
|  |                                                             |
|  | Inawentu                                                    |
|  |                                                             |
|  | Antarctosaurus                                              |
|  |                                                             |

|  | Inawentu       |
|  |                |
|  | Antarctosaurus |
|  |                |

|  | Bonitasaura                                                 |
|  |                                                             |
|  | \| \| Inawentu \| \| \| \| \| \| Antarctosaurus \| \| \| \| |
|  |                                                             |
|  | Inawentu                                                    |
|  |                                                             |
|  | Antarctosaurus                                              |
|  |                                                             |

|  | Inawentu       |
|  |                |
|  | Antarctosaurus |
|  |                |

|  | Uberabatitan |
|  |              |
|  | Brasilotitan |
|  |              |

|  | Rinconsauria |
|  |              |
|  | Aeolosaurini |
|  |              |

|  | Uberabatitan |
|  |              |
|  | Brasilotitan |
|  |              |

|  | Rinconsauria |
|  |              |
|  | Aeolosaurini |
|  |              |

|  | Uberabatitan |
|  |              |
|  | Brasilotitan |
|  |              |

|  | Rinconsauria |
|  |              |
|  | Aeolosaurini |
|  |              |

|  | Uberabatitan |
|  |              |
|  | Brasilotitan |
|  |              |

|  | Rinconsauria |
|  |              |
|  | Aeolosaurini |
|  |              |

|  | Bonitasaura                                                 |
|  |                                                             |
|  | \| \| Inawentu \| \| \| \| \| \| Antarctosaurus \| \| \| \| |
|  |                                                             |
|  | Inawentu                                                    |
|  |                                                             |
|  | Antarctosaurus                                              |
|  |                                                             |

|  | Inawentu       |
|  |                |
|  | Antarctosaurus |
|  |                |

|  | Bonitasaura                                                 |
|  |                                                             |
|  | \| \| Inawentu \| \| \| \| \| \| Antarctosaurus \| \| \| \| |
|  |                                                             |
|  | Inawentu                                                    |
|  |                                                             |
|  | Antarctosaurus                                              |
|  |                                                             |

|  | Inawentu       |
|  |                |
|  | Antarctosaurus |
|  |                |

|  | Uberabatitan |
|  |              |
|  | Brasilotitan |
|  |              |

|  | Rinconsauria |
|  |              |
|  | Aeolosaurini |
|  |              |

|  | Uberabatitan |
|  |              |
|  | Brasilotitan |
|  |              |

|  | Rinconsauria |
|  |              |
|  | Aeolosaurini |
|  |              |

|  | Uberabatitan |
|  |              |
|  | Brasilotitan |
|  |              |

|  | Rinconsauria |
|  |              |
|  | Aeolosaurini |
|  |              |

|  | Uberabatitan |
|  |              |
|  | Brasilotitan |
|  |              |

|  | Rinconsauria |
|  |              |
|  | Aeolosaurini |
|  |              |

|  | Bonitasaura                                                 |
|  |                                                             |
|  | \| \| Inawentu \| \| \| \| \| \| Antarctosaurus \| \| \| \| |
|  |                                                             |
|  | Inawentu                                                    |
|  |                                                             |
|  | Antarctosaurus                                              |
|  |                                                             |

|  | Inawentu       |
|  |                |
|  | Antarctosaurus |
|  |                |

|  | Bonitasaura                                                 |
|  |                                                             |
|  | \| \| Inawentu \| \| \| \| \| \| Antarctosaurus \| \| \| \| |
|  |                                                             |
|  | Inawentu                                                    |
|  |                                                             |
|  | Antarctosaurus                                              |
|  |                                                             |

|  | Inawentu       |
|  |                |
|  | Antarctosaurus |
|  |                |

|  | Uberabatitan |
|  |              |
|  | Brasilotitan |
|  |              |

|  | Rinconsauria |
|  |              |
|  | Aeolosaurini |
|  |              |

|  | Uberabatitan |
|  |              |
|  | Brasilotitan |
|  |              |

|  | Rinconsauria |
|  |              |
|  | Aeolosaurini |
|  |              |

|  | Uberabatitan |
|  |              |
|  | Brasilotitan |
|  |              |

|  | Rinconsauria |
|  |              |
|  | Aeolosaurini |
|  |              |

|  | Uberabatitan |
|  |              |
|  | Brasilotitan |
|  |              |

|  | Rinconsauria |
|  |              |
|  | Aeolosaurini |
|  |              |

|  | Bonitasaura                                                 |
|  |                                                             |
|  | \| \| Inawentu \| \| \| \| \| \| Antarctosaurus \| \| \| \| |
|  |                                                             |
|  | Inawentu                                                    |
|  |                                                             |
|  | Antarctosaurus                                              |
|  |                                                             |

|  | Inawentu       |
|  |                |
|  | Antarctosaurus |
|  |                |

|  | Bonitasaura                                                 |
|  |                                                             |
|  | \| \| Inawentu \| \| \| \| \| \| Antarctosaurus \| \| \| \| |
|  |                                                             |
|  | Inawentu                                                    |
|  |                                                             |
|  | Antarctosaurus                                              |
|  |                                                             |

|  | Inawentu       |
|  |                |
|  | Antarctosaurus |
|  |                |

|  | Uberabatitan |
|  |              |
|  | Brasilotitan |
|  |              |

|  | Rinconsauria |
|  |              |
|  | Aeolosaurini |
|  |              |

|  | Uberabatitan |
|  |              |
|  | Brasilotitan |
|  |              |

|  | Rinconsauria |
|  |              |
|  | Aeolosaurini |
|  |              |

|  | Uberabatitan |
|  |              |
|  | Brasilotitan |
|  |              |

|  | Rinconsauria |
|  |              |
|  | Aeolosaurini |
|  |              |

|  | Uberabatitan |
|  |              |
|  | Brasilotitan |
|  |              |

|  | Rinconsauria |
|  |              |
|  | Aeolosaurini |
|  |              |

|  | Notocolossus |
|  |              |
|  | Lognkosauria |
|  |              |

|  | Bonitasaura                                                 |
|  |                                                             |
|  | \| \| Inawentu \| \| \| \| \| \| Antarctosaurus \| \| \| \| |
|  |                                                             |
|  | Inawentu                                                    |
|  |                                                             |
|  | Antarctosaurus                                              |
|  |                                                             |

|  | Inawentu       |
|  |                |
|  | Antarctosaurus |
|  |                |

|  | Bonitasaura                                                 |
|  |                                                             |
|  | \| \| Inawentu \| \| \| \| \| \| Antarctosaurus \| \| \| \| |
|  |                                                             |
|  | Inawentu                                                    |
|  |                                                             |
|  | Antarctosaurus                                              |
|  |                                                             |

|  | Inawentu       |
|  |                |
|  | Antarctosaurus |
|  |                |

|  | Uberabatitan |
|  |              |
|  | Brasilotitan |
|  |              |

|  | Rinconsauria |
|  |              |
|  | Aeolosaurini |
|  |              |

|  | Uberabatitan |
|  |              |
|  | Brasilotitan |
|  |              |

|  | Rinconsauria |
|  |              |
|  | Aeolosaurini |
|  |              |

|  | Uberabatitan |
|  |              |
|  | Brasilotitan |
|  |              |

|  | Rinconsauria |
|  |              |
|  | Aeolosaurini |
|  |              |

|  | Uberabatitan |
|  |              |
|  | Brasilotitan |
|  |              |

|  | Rinconsauria |
|  |              |
|  | Aeolosaurini |
|  |              |

|  | Bonitasaura                                                 |
|  |                                                             |
|  | \| \| Inawentu \| \| \| \| \| \| Antarctosaurus \| \| \| \| |
|  |                                                             |
|  | Inawentu                                                    |
|  |                                                             |
|  | Antarctosaurus                                              |
|  |                                                             |

|  | Inawentu       |
|  |                |
|  | Antarctosaurus |
|  |                |

|  | Bonitasaura                                                 |
|  |                                                             |
|  | \| \| Inawentu \| \| \| \| \| \| Antarctosaurus \| \| \| \| |
|  |                                                             |
|  | Inawentu                                                    |
|  |                                                             |
|  | Antarctosaurus                                              |
|  |                                                             |

|  | Inawentu       |
|  |                |
|  | Antarctosaurus |
|  |                |

|  | Uberabatitan |
|  |              |
|  | Brasilotitan |
|  |              |

|  | Rinconsauria |
|  |              |
|  | Aeolosaurini |
|  |              |

|  | Uberabatitan |
|  |              |
|  | Brasilotitan |
|  |              |

|  | Rinconsauria |
|  |              |
|  | Aeolosaurini |
|  |              |

|  | Uberabatitan |
|  |              |
|  | Brasilotitan |
|  |              |

|  | Rinconsauria |
|  |              |
|  | Aeolosaurini |
|  |              |

|  | Uberabatitan |
|  |              |
|  | Brasilotitan |
|  |              |

|  | Rinconsauria |
|  |              |
|  | Aeolosaurini |
|  |              |

|  | Bonitasaura                                                 |
|  |                                                             |
|  | \| \| Inawentu \| \| \| \| \| \| Antarctosaurus \| \| \| \| |
|  |                                                             |
|  | Inawentu                                                    |
|  |                                                             |
|  | Antarctosaurus                                              |
|  |                                                             |

|  | Inawentu       |
|  |                |
|  | Antarctosaurus |
|  |                |

|  | Bonitasaura                                                 |
|  |                                                             |
|  | \| \| Inawentu \| \| \| \| \| \| Antarctosaurus \| \| \| \| |
|  |                                                             |
|  | Inawentu                                                    |
|  |                                                             |
|  | Antarctosaurus                                              |
|  |                                                             |

|  | Inawentu       |
|  |                |
|  | Antarctosaurus |
|  |                |

|  | Uberabatitan |
|  |              |
|  | Brasilotitan |
|  |              |

|  | Rinconsauria |
|  |              |
|  | Aeolosaurini |
|  |              |

|  | Uberabatitan |
|  |              |
|  | Brasilotitan |
|  |              |

|  | Rinconsauria |
|  |              |
|  | Aeolosaurini |
|  |              |

|  | Uberabatitan |
|  |              |
|  | Brasilotitan |
|  |              |

|  | Rinconsauria |
|  |              |
|  | Aeolosaurini |
|  |              |

|  | Uberabatitan |
|  |              |
|  | Brasilotitan |
|  |              |

|  | Rinconsauria |
|  |              |
|  | Aeolosaurini |
|  |              |

|  | Bonitasaura                                                 |
|  |                                                             |
|  | \| \| Inawentu \| \| \| \| \| \| Antarctosaurus \| \| \| \| |
|  |                                                             |
|  | Inawentu                                                    |
|  |                                                             |
|  | Antarctosaurus                                              |
|  |                                                             |

|  | Inawentu       |
|  |                |
|  | Antarctosaurus |
|  |                |

|  | Bonitasaura                                                 |
|  |                                                             |
|  | \| \| Inawentu \| \| \| \| \| \| Antarctosaurus \| \| \| \| |
|  |                                                             |
|  | Inawentu                                                    |
|  |                                                             |
|  | Antarctosaurus                                              |
|  |                                                             |

|  | Inawentu       |
|  |                |
|  | Antarctosaurus |
|  |                |

|  | Uberabatitan |
|  |              |
|  | Brasilotitan |
|  |              |

|  | Rinconsauria |
|  |              |
|  | Aeolosaurini |
|  |              |

|  | Uberabatitan |
|  |              |
|  | Brasilotitan |
|  |              |

|  | Rinconsauria |
|  |              |
|  | Aeolosaurini |
|  |              |

|  | Uberabatitan |
|  |              |
|  | Brasilotitan |
|  |              |

|  | Rinconsauria |
|  |              |
|  | Aeolosaurini |
|  |              |

|  | Uberabatitan |
|  |              |
|  | Brasilotitan |
|  |              |

|  | Rinconsauria |
|  |              |
|  | Aeolosaurini |
|  |              |

|  | Notocolossus |
|  |              |
|  | Lognkosauria |
|  |              |

|  | Bonitasaura                                                 |
|  |                                                             |
|  | \| \| Inawentu \| \| \| \| \| \| Antarctosaurus \| \| \| \| |
|  |                                                             |
|  | Inawentu                                                    |
|  |                                                             |
|  | Antarctosaurus                                              |
|  |                                                             |

|  | Inawentu       |
|  |                |
|  | Antarctosaurus |
|  |                |

|  | Bonitasaura                                                 |
|  |                                                             |
|  | \| \| Inawentu \| \| \| \| \| \| Antarctosaurus \| \| \| \| |
|  |                                                             |
|  | Inawentu                                                    |
|  |                                                             |
|  | Antarctosaurus                                              |
|  |                                                             |

|  | Inawentu       |
|  |                |
|  | Antarctosaurus |
|  |                |

|  | Uberabatitan |
|  |              |
|  | Brasilotitan |
|  |              |

|  | Rinconsauria |
|  |              |
|  | Aeolosaurini |
|  |              |

|  | Uberabatitan |
|  |              |
|  | Brasilotitan |
|  |              |

|  | Rinconsauria |
|  |              |
|  | Aeolosaurini |
|  |              |

|  | Uberabatitan |
|  |              |
|  | Brasilotitan |
|  |              |

|  | Rinconsauria |
|  |              |
|  | Aeolosaurini |
|  |              |

|  | Uberabatitan |
|  |              |
|  | Brasilotitan |
|  |              |

|  | Rinconsauria |
|  |              |
|  | Aeolosaurini |
|  |              |

|  | Bonitasaura                                                 |
|  |                                                             |
|  | \| \| Inawentu \| \| \| \| \| \| Antarctosaurus \| \| \| \| |
|  |                                                             |
|  | Inawentu                                                    |
|  |                                                             |
|  | Antarctosaurus                                              |
|  |                                                             |

|  | Inawentu       |
|  |                |
|  | Antarctosaurus |
|  |                |

|  | Bonitasaura                                                 |
|  |                                                             |
|  | \| \| Inawentu \| \| \| \| \| \| Antarctosaurus \| \| \| \| |
|  |                                                             |
|  | Inawentu                                                    |
|  |                                                             |
|  | Antarctosaurus                                              |
|  |                                                             |

|  | Inawentu       |
|  |                |
|  | Antarctosaurus |
|  |                |

|  | Uberabatitan |
|  |              |
|  | Brasilotitan |
|  |              |

|  | Rinconsauria |
|  |              |
|  | Aeolosaurini |
|  |              |

|  | Uberabatitan |
|  |              |
|  | Brasilotitan |
|  |              |

|  | Rinconsauria |
|  |              |
|  | Aeolosaurini |
|  |              |

|  | Uberabatitan |
|  |              |
|  | Brasilotitan |
|  |              |

|  | Rinconsauria |
|  |              |
|  | Aeolosaurini |
|  |              |

|  | Uberabatitan |
|  |              |
|  | Brasilotitan |
|  |              |

|  | Rinconsauria |
|  |              |
|  | Aeolosaurini |
|  |              |

|  | Bonitasaura                                                 |
|  |                                                             |
|  | \| \| Inawentu \| \| \| \| \| \| Antarctosaurus \| \| \| \| |
|  |                                                             |
|  | Inawentu                                                    |
|  |                                                             |
|  | Antarctosaurus                                              |
|  |                                                             |

|  | Inawentu       |
|  |                |
|  | Antarctosaurus |
|  |                |

|  | Bonitasaura                                                 |
|  |                                                             |
|  | \| \| Inawentu \| \| \| \| \| \| Antarctosaurus \| \| \| \| |
|  |                                                             |
|  | Inawentu                                                    |
|  |                                                             |
|  | Antarctosaurus                                              |
|  |                                                             |

|  | Inawentu       |
|  |                |
|  | Antarctosaurus |
|  |                |

|  | Uberabatitan |
|  |              |
|  | Brasilotitan |
|  |              |

|  | Rinconsauria |
|  |              |
|  | Aeolosaurini |
|  |              |

|  | Uberabatitan |
|  |              |
|  | Brasilotitan |
|  |              |

|  | Rinconsauria |
|  |              |
|  | Aeolosaurini |
|  |              |

|  | Uberabatitan |
|  |              |
|  | Brasilotitan |
|  |              |

|  | Rinconsauria |
|  |              |
|  | Aeolosaurini |
|  |              |

|  | Uberabatitan |
|  |              |
|  | Brasilotitan |
|  |              |

|  | Rinconsauria |
|  |              |
|  | Aeolosaurini |
|  |              |

|  | Bonitasaura                                                 |
|  |                                                             |
|  | \| \| Inawentu \| \| \| \| \| \| Antarctosaurus \| \| \| \| |
|  |                                                             |
|  | Inawentu                                                    |
|  |                                                             |
|  | Antarctosaurus                                              |
|  |                                                             |

|  | Inawentu       |
|  |                |
|  | Antarctosaurus |
|  |                |

|  | Bonitasaura                                                 |
|  |                                                             |
|  | \| \| Inawentu \| \| \| \| \| \| Antarctosaurus \| \| \| \| |
|  |                                                             |
|  | Inawentu                                                    |
|  |                                                             |
|  | Antarctosaurus                                              |
|  |                                                             |

|  | Inawentu       |
|  |                |
|  | Antarctosaurus |
|  |                |

|  | Uberabatitan |
|  |              |
|  | Brasilotitan |
|  |              |

|  | Rinconsauria |
|  |              |
|  | Aeolosaurini |
|  |              |

|  | Uberabatitan |
|  |              |
|  | Brasilotitan |
|  |              |

|  | Rinconsauria |
|  |              |
|  | Aeolosaurini |
|  |              |

|  | Uberabatitan |
|  |              |
|  | Brasilotitan |
|  |              |

|  | Rinconsauria |
|  |              |
|  | Aeolosaurini |
|  |              |

|  | Uberabatitan |
|  |              |
|  | Brasilotitan |
|  |              |

|  | Rinconsauria |
|  |              |
|  | Aeolosaurini |
|  |              |

## Paléoécologie

### Paléobiologie
Inawentu, et probablement ses plus proches parents, possèdent des adaptations également observées chez les Rebbachisauridae, un groupe de sauropodes plus anciens qui n’étaient pas étroitement liés aux titanosaures puisque appartenant au clade des Diplodocoidea. Le museau carré, des dents limitées à l’extrémité du museau, et un cou relativement court, sont probablement des adaptations acquises de façon indépendante chez les deux groupes pour se nourrir d’une végétation proche du sol. Les derniers rebbachisauridés connus semblent avoir disparu au cours du Turonien. Le plus ancien titanosaure connu à mâchoire carrée, Baalsaurus, apparait durant l’étage suivant, le Coniacien. Il se peut donc que ce groupe de titanosaures se soit adapté spécifiquement à la niche écologique laissée vacante par la disparition des rebbachisauridés.

### Paléoenvironnement
Dans tout le bassin de Neuquén, la Formation Bajo de la Carpa présente une multiplicité de paléoenvironnements développés sous un domaine de systèmes de dépôts éoliens et fluviaux. Dans la région de La Invernada-Cerro Overo, la formation est représentée par les dépôts d'un système fluvial anastomosé caractérisé par la présence d'une plaine inondable boueuse et de dépôts dominants d’anciens canaux à charge sableuse. Les fossiles d’Inawentu ont été retrouvés articulés dans un horizon de mudstones massifs, de couleur rougeâtre et pédogénisé, recouverts d'une fine couche sableuse de 30 centimètres d'épaisseur, correspondant à des dépôts de crue sur les berges d’une rivière.
La partie supérieure de la formation Bajo de la Carpa a livré dans le site de La Invernada, outre Inawentu, les Abelisauridae Viavenator et Llukalkan. Le site voisin et contemporain de Cerro Overo a fourni le titanosaure Overosaurus,, l’ornithopode Mahuidacursor et le crocodyliforme Peirosauridae Kinesuchus. Ailleurs, dans la province du Río Negro, la partie supérieure de la formation a livré notamment le titanosaure Bonitasaura. D’autres titanosaures comme Rinconsaurus et Traukutitan proviennent de la partie basale de la formation. Le Noasauridae Velocisaurus, le Megaraptoridae Tratayenia, et les Alvarezsauridae Alvarezsaurus et Achillesaurus sont aussi connus de la formation.

### Publication originale
- (en) L.S. Filippi, R.D. Juárez Valieri, P.A. Gallina, A.H. Méndez, F.A. Gianechini et A.C. Garrido, « A rebbachisaurid-mimicking titanosaur and evidence of a Late Cretaceous faunal disturbance event in South-West Gondwana », Cretaceous Research,‎ 2023, p. 105754 (DOI 10.1016/j.cretres.2023.105754)